# Despre libertatea anticilor și libertatea modernilor
Despre libertatea anticilor și libertatea modernilor este unul dintre cele mai cunoscute texte ale lui Benjamin Constant. Acest text este la origine o conferință ținută la Ateneul regal din Paris în 1819 și este considerat unul dintre textele fondatoare ale liberalismului clasic. 
Constant vorbește despre 2 tipuri de libertăți:
- libertatea anticilor: exercitarea colectivă și directă a suveranității ca de exemplu - deliberarea în agora asupra războiului și a păcii, votul asupra legilor, condamnau, acuzau sau iertau, etc
- libertatea modernilor poate fi descrisă ca fiind dreptul de a nu fi supus decât legilor, de a nu fi arestat, deținut, condamnat, maltratat din voința arbitrară a unuia sau mai multor indivizi